# 판서
판서(判書)는 고려시대의 상서(尙書), 조선시대의 정2품 당상관직이며, 중앙행정을 맡아보는 주요 관서인 고려의 육부(六部), 조선의 육조(六曹)의 우두머리 관직이다. 고려와 명나라의 육부(六部)의 상서(尙書)와 같은 역할이며, 대한민국의 장관 및 처장에 해당한다.
1405년(태종 5년) 1월에 기존의 정3품 전서(典書)를 정2품 판서로 개편하면서 성립되었다.  고려시대에는 육부(六部)라 하여 이부(吏部)·병부(兵部)·호부(戶部)·형부(刑部)·예부(禮部)·공부(工部)를 합칭했고, 조선시대에서는 육조라하여 이조(吏曹), 호조(戶曹), 예조(禮曹), 병조(兵曹), 형조(刑曹), 공조(工曹)로 합칭했다.
보통 정2품 품계 보유자가 임명되지만 정2품 이상(정1품, 종1품 등)의 관리가 판서에 임명되는 경우도 있었다. 이 경우 판서 직책 앞에 '행이조판서', '행병조판서'처럼 행(行) 글자를 덧붙였다. 만일 정2품보다 낮은 품계의 관원이 임명되면 수(守) 글자를 붙여 '수이조판서', '수예조판서' 등으로 부른다. 6조 판서 가운데 가장 영예롭게 여겼던 이조판서를 역임할 경우에는 삼정승(영의정, 좌의정, 우의정을 지칭)에 오를 가능성이 높았다.
아래의 역대 판서 목록은 조선왕조실록을 근거로 연대순으로 기록하였다. 동일인물이 중임한 경우, 연대순에 맞춰 중복하여 기록하였다. 실록에 기록된 관직 제수일을 병기하였고, 관직 제수일이 불명인 경우 해당 관직으로 기록된 처음 날짜를 괄호 안에 표시하였다.
온라인 조선왕조실록 한글본의 경우, 한자 성명의 한글 표기법이 제대로 지켜지지 않고 있어 유의하여야 한다. 예컨대, 하륜(河崙)을 하윤으로, 류량(柳亮)을 유양으로, 류용생(柳龍生)을 유용생으로 잘못 표기하고 있다.

## 역대 이조판서

### 태종
- 이직(李稷): 1405년(태종 5년) 음력 1월 15일 ~ 1406년(태종 6년) 음력 8월 11일
- 남재(南在): 1406년(태종 6년) 음력 8월 11일 ~ 1408년(태종 8년) 음력 2월 4일
- 성석린(成石璘): 1408년(태종 8년) 음력 2월 4일 ~ 1408년(태종 8년) 음력 2월 11일(좌정승 겸 판이조사)
- 이직(李稷): 1408년(태종 8년) 음력 2월 11일 ~ 1408년(태종 8년) 음력 12월 15일
- 남재(南在): 1408년(태종 8년) 음력 12월 15일 ~ 1409년(태종 9년) 음력 3월 4일
- 류량(柳亮): 1409년(태종 9년) 음력 3월 4일 ~ 1408년(태종 9년) 음력 8월 10일
- 윤저(尹柢): 1409년(태종 9년) 음력 8월 10일 ~ 1411년(태종 11년) 음력 4월 7일
- 이직(李稷): 태종11년4월7일
- 류정현(柳廷顯): 태종12년8월21일
- 이천우(李天祐): 태종13년4월16일
- 한상경(韓尙敬): 태종13년10월22일
- 황희(黃喜): 태종15년5월17일
- 박은(朴訔): 태종15년6월19일
- 황희(黃喜): 태종16년3월16일
- 박신(朴信): 태종16년11월2일
- 심온(沈溫): 태종17년6월16일
- 이원(李原): 태종18년6월2일
- 심온(沈溫): 태종18년6월5일
- 정역(鄭易):태종18년7월8일

### 세종
- 박신(朴信): 세종1년3월5일
- 맹사성(孟思誠): 세종1년4월17일
- 윤곤(尹坤): 세종1년9월25일
- 맹사성(孟思誠): (세종2년윤1월29일), 세종2년10월17일
- 허지(許遲): (세종3년1월16일), 세종3년12월7일
- 허조(許稠): 세종4년9월25일
- 황희(黃喜): 세종8년2월10일, 세종8년3월17일
- 이맹균(李孟畇): 세종8년5월13일
- 허조(許稠): 세종8년11월25일
- 이맹균(李孟畇): 세종10년4월24일, 세종11년5월30일, 세종11년7월5일
- 권진(權軫): 세종12년1월8일
- 이수(李隨): (세종12년1월24일)
- 권진(權軫): (세종12년5월27일)
- 조계생(趙啓生): 세종13년9월3일
- 허조(許稠): 세종14년6월9일
- 신개(申槪): 세종15년11월13일, 세종16년4월2일
- 이맹균(李孟畇): 세종17년3월27일, 17년6월9일
- 권도(權蹈): 세종17년12월3일, 세종18년4월14일, 세종18년6월3일
- 이맹균(李孟畇): 세종19년8월17일 예문학 대제학 겸 판이조사
- 하연(河演): 세종19년8월17일
- 허성(許誠): (세종21년1월13일)
- 최부(崔府): 세종22년8월12일
- 박안신(朴安臣): 세종25년1월11일
- 한확(韓確): 세종27년6월15일
- 박종우(朴從愚): 세종29년3월10일
- 박종우(朴從愚): 세종29년6월10일 좌찬성 겸 판이조사
- 정인지(鄭麟趾): 세종29년6월10일
- 정분(鄭苯): 세종31년12월26일 좌참찬 겸 판이조사
- 이견기(李堅基): 세종31년12월26일

### 문종
- 권맹손(權孟孫): 문종즉위년7월6일
- 정갑손(鄭甲孫): 문종즉위년10월6일 좌참찬 겸 판이조사
- 이사철(李思哲): 문종1년7월13일, 문종2년2월3일

### 단종
- 민신(閔伸): 단종즉위년10월1일
- 허후(許詡): 단종1년7월1일 좌참찬 겸 판이조사
- 정창손(鄭昌孫): 단종1년10월11일
- 정창손(鄭昌孫): 단종1년11월8일

### 세조
- 박중손(朴仲孫): 세조1년윤6월23일
- 권람(權擥): (세조2년2월17일)
- 권람(權擥): 세조2년7월5일 수충위사협책정난동덕좌익공신 이조판서 집현전대제학 지경연 춘추관사 길창군
- 한명회(韓明澮): 세조3년8월14일
- 성봉조(成奉祖): 세조4년12월7일
- 구치관(具致寬): 세조5년7월3일
- 최항(崔恒): 세조7년6월3일
- 이극배(李克培): 세조8년1월5일
- 박원형(朴元亨): 세조8년7월26일
- 어효첨(魚孝瞻): 세조9년3월14일
- 김담(金淡): 세조9년8월29일
- 한계미(韓繼美): (세조10년6월5일)
- 양성지(梁誠之): 세조10년9월8일
- 한계희(韓繼禧): 세조11년3월9일
- 한계희(韓繼禧): 세조12년10월6일 숭정대부 행 이조판서
- 성임(成任): 세조13년9월22일

### 예종
- 홍응(洪應): 예종1년윤2월10일
- 한계미(韓繼美): 예종1년8월7일 우찬성 겸 이조판서

### 성종
- 권감(權瑊): 1469년(성종 즉위년) 음력 12월 29일 ~ 1470년(성종 1년) 음력 1월 9일
- 이극중(李克增): 1470년(성종 1년) 음력 1월 9일 ~ 1473년(성종 4년) 음력 5월 25일
- 한계순(韓繼純): 1473년(성종 4년) 음력 5월 25일 ~ 1474년(성종 4년) 음력 4월 28일
- 노사신(盧思愼): 1470년(성종 1년) 음력 1월 9일 ~ 1473년(성종 4년) 음력 8월 3일 (숭록 대부 의정부 좌찬성 겸 이조 판서)
- 윤필상(尹弼商): 1473년(성종 4년) 음력 8월 3일 ~ 1474년(성종 5년) 음력 10월 22일 (숭록 대부 의정부 우찬성 겸 이조 판서)
- 정효상(鄭孝常): 1474년(성종 5년) 음력 4월 28일 ~ 1475년(성종 6년) 음력 12월 16일
- 홍응(洪應): 1475년(성종 6년) 음력 12월 16일 ~ 1477년(성종 8년) 음력 윤2월 21일
- 강희맹(姜希孟): 1477년(성종 8년) 음력 윤2월 21일 ~ 1478년(성종 9년) 음력 10월 4일
- 박중선(朴仲善): 1478년(성종 9년) 음력 10월 4일 ~ 1479년(성종 10년) 음력 11월 10일 (확실치 않음)
- 서거정(徐居正): 1479년(성종 10년) 음력 11월 10일 ~ 1480년(성종 11년) 음력 12월 15일 (확실치 않음)
- 이승소(李承召): 1480년(성종 11년) 음력 12월 15일 ~ 1480년(성종 11년) 음력 12월 28일
- 한치례(韓致禮): 1480년(성종 11년) 음력 12월 28일 ~ 1481년(성종 12년) 음력 8월 25일
- 어유소(魚有沼): 1481년(성종 12년) 음력 8월 25일 ~ 1481년(성종 12년) 음력 11월 16일
- 이승소(李承召): 1481년(성종 12년) 음력 11월 16 ~ 1482년(성종 13년) 음력 3월 2일
- 정괄(鄭佸): 1482년(성종 13년) 음력 3월 2일 ~ 1484년(성종 15년) 음력 3월 11일
- 이숭원(李崇元): 1484년(성종 15년) 음력 3월 11일 ~ 1485년(성종 16년) 음력 12월 28일
- 정난종(鄭蘭宗): 1485년(성종 16년) 음력 12월 28일 ~ 1486년(성종 17년) 음력 9월 29일
- 신준(申浚): 1486년(성종 17년) 음력 9월 29일 ~ 1487년(성종 18년) 음력 7월 12일(파직)
- 허종(許琮): 1487년(성종 18년) 음력 7월 13일 ~ 1488년(성종 19년) 음력 10월 13일(확실치 않음)
- 성준(成俊): 1488년(성종 19년) 음력 10월 13일 ~ 1490년(성종 21년) 음력 1월 6일
- 정문형(鄭文炯): 1490년(성종 21년) 음력 1월 6일 ~ 1490년(성종 21년) 음력 7월 26일
- 노공필(盧公弼): 1490년(성종 21년) 음력 7월 26일 ~ 1491년(성종 22년) 음력 4월 12일
- 이극균(李克均): 1491년(성종 22년) 음력 4월 12일 ~ 1491년(성종 22년) 음력 6월 28일
- 성건(成健): 1491년(성종 22년) 음력 6월 28일 ~ 1491년(성종 22년) 음력 12월 16일
- 신승선(愼承善): 1491년(성종 22년) 음력 12월 16일 ~ 1492년(성종 23년) 음력 11월 3일(사직)
- 홍귀달(洪貴達): 1492년(성종 23년) 음력 11월 4일 ~ 1493년(성종 24년) 음력 10월 6일(파면)
- 이극돈(李克墩): 1493년(성종 24년) 음력 10월 8일 ~ 1495년(연산군 1년) 음력 8월 9일

### 연산군
- 유순(柳洵): 1495년(연산군 1년) 음력 8월 9일 ~ 1497년(연산군 3년) 음력 7월 24일
- 이세좌(李世佐): 1497년(연산군 3년) 음력 7월 24일 ~ 1498년(연산군 4년) 음력 7월 28일
- 신수근(愼守勤): 1498년(연산군 4년) 음력 7월 28일 ~ 1500년(연산군 6년) 음력 3월 11일
- 강귀손(姜龜孫): 1500년(연산군 6년) 음력 3월 11일 ~ 1502년(연산군 8년) 음력 6월 15일
- 허침(許琛): 1502년(연산군 8년) 음력 6월 16일 ~ 1504년(연산군 10년) 음력 1월 13일
- 김수동(金壽童): 1504년(연산군 10년) 음력 1월 13일 ~ 1506년(연산군 12년) 음력 4월 6일
- 임사홍(任士洪): 1506년(연산군 12년) 음력 4월 6일 ~ 1506년(연산군 12년) 음력 7월 24일
- 유순정(柳順汀): 1506년(연산군 12년) 음력 7월 24일 ~ 1506년(중종 1년) 음력 9월 13일

### 중종
- 성희안(成希顔): 1506년(중종 1년) 음력 9월 13일 ~ 1507년(중종 2년) 음력 9월 19일
- 유빈(柳濱): 1507년(중종 2년) 음력 9월 19일 ~ 1507년(중종 2년) 음력 11월 23일
- 안윤덕(安潤德): 1507년(중종 2년) 음력 11월 23일 ~ 1507년(중종 2년) 음력 11월 27일
- 유빈(柳濱): 1507년(중종 2년) 음력 11월 27일 ~ 1508년(중종 3년) 음력 1월 22일
- 이집(李諿): 1508년(중종 3년) 음력 1월 22일 ~ 1508년(중종 3년) 음력 7월 4일
- 김응기(金應箕): 1508년(중종 3년) 음력 7월 4일 ~

## 역대 호조판서
- 이식(李植): 고려조(高麗朝) 판도판서(判圖判書)
- 정인지(鄭麟趾)
- 이지(李至): 태종 5년 1월 15일
- 이지서(李之谞)
- 유수(柳洙)

## 역대 예조판서
- 이자영(李自英): 고려조(高麗朝) 고종(1192년-1259년) 정순대부(正順大夫) 검교장군(檢校將軍) 진위군(振威君)
- 용희수(龍希壽):자(字)는 충일(忠一), 호(號)는 잠재(潛齋), 시호(諡號)는 문효(文孝). 이태조(李太祖) 잠저시(潛邸時)에 오랫동안 시종(侍從)한 공(功)으로 개국공신이 되었고, 자헌대부(資憲大夫)․검교(檢 校)․공조 판서(工曹判書)․예조 판서(禮曹判書) 등을 역임하였다. 그가 죽으니 이태조(李太祖)가 제문(祭文)을 내리고, 1923년 8월 서울 옥수동에 대형 도통비(道統碑)가 세워졌다.

태조 이성계가 내린 제문
태조실록 12권, 태조6년 8월 1일,경진 1번째 기사
- 이문화(李文和)
- 이지(李至): 태종 8년 9월 4일
- 이위(李渭)
- 하위지(河緯地)
- 홍윤성(洪允成)

## 역대 병조판서
- 남재(南在)
- 조온(趙溫)
- 이귀령(李貴齡)
- 이흥(李興)
- 윤저(尹柢)
- 민신(閔伸)
- 홍달손(洪達孫)
- 한명회(韓明澮)
- 이준(李浚)
- 남이(南怡)
- 류자광(柳子光)
- 방유녕(方有寧)

## 역대 형조판서
- 류량(柳亮)
- 김희선(金希善)
- 류관(柳觀)
- 이지(李至): 태종 7년 6월 21일
- 민신(閔伸)

## 역대 공조판서
- 이임(李林): 고려조(高麗朝) 공조전서(工曹典書)
- *용희수(龍希壽):자(字)는 충일(忠一), 호(號)는 잠재(潛齋), 시호(諡號)는 문효(文孝). 이태조(李太祖) 잠저시(潛邸時)에 오랫동안 시종(侍從)한 공(功)으로 개국공신이 되었고, 자헌대부(資憲大夫)․검교(檢 校)․공조 판서(工曹判書)․예조 판서(禮曹判書) 등을 역임하였다. 그가 죽으니 이태조(李太祖)가 제문(祭文)을 내리고, 1923년 8월 서울 옥수동에 대형 도통비(道統碑)가 세워졌다.

태조 이성계가 내린 제문
태조실록 12권, 태조6년 8월 1일,경진 1번째 기사
- 용천기(龍天奇):자(字)는 흥운(興雲), 호(號)는 만헌(晩軒), 시호(諡號)는 충의(忠毅). 1399년(정종 1)에 승정원(承政院) 부승지(副承旨)를 거쳐 공조 판서(工曹判書)를 지냈으며, 개국공신에 책록(策錄)되었다.
- 이지(李至): 태조 2년 7월 22일 공조전서(工曹典書)
- 기면(奇勉): 공조전서(工曹典書)
- 이지공(李之恭)
- 이화상(李和尙)
- 최이(崔迤)
- 이내(李來)
- 정구(鄭矩)
- 류용생(柳龍生)
- 양정 (楊汀)
- 남이(南怡)

## 같이 보기
- 참판
- 참의